# Nikhil Sharma
Nikhil Sharma es un personaje ficticio de la serie de televisión británica Emmerdale Farm, interpretada por el actor Rik Makarem del 11 de septiembre del 2009, hasta el 20 de agosto del 2013. En el 2016 Rik regresó brevemente a la serie y se fue nuevamente el 19 de febrero del 2016.

## Biografía
En octubre del 2012 Nikhil y Gennie Walker tuvieron su primera hija, Molly Sharma-Walker.
En agosto del 2013 Nikhil decide irse y mudarse a Toronto, Canadá con Molly después de la muerte de Gennie.